# Crioa albifusca
Crioa albifusca là một loài bướm đêm trong họ Noctuidae.